# Ningyuan He
Ningyuan He är ett vattendrag i Kina. Det ligger i provinsen Hainan, i den södra delen av landet, omkring 230 kilometer sydväst om provinshuvudstaden Haikou.
Genomsnittlig årsnederbörd är 2 032 millimeter. Den regnigaste månaden är juli, med i genomsnitt 343 mm nederbörd, och den torraste är januari, med 15 mm nederbörd.